# Diocesi di Ngong
La diocesi di Ngong (in latino Dioecesis Ngongensis) è una sede della Chiesa cattolica in Kenya suffraganea dell'arcidiocesi di Nairobi. Nel 2023 contava 240.850 battezzati su 2.050.000 abitanti. È retta dal vescovo John Oballa Owaa.

## Territorio
La diocesi comprende i distretti meridionali di Kajiado, Transmara e Narok nell'ex provincia della Rift Valley in Kenya, al confine con la Tanzania.
Sede vescovile è la città di Ngong, dove si trova la procattedrale di San Giuseppe Lavoratore.
Il territorio è suddiviso in 40 parrocchie.

## Storia
La prefettura apostolica di Ngong fu eretta il 20 ottobre 1959 con la bolla Exsultat Sancta Mater di papa Giovanni XXIII, ricavandone il territorio dalla diocesi di Kisumu (oggi arcidiocesi) e dall'arcidiocesi di Nairobi.
Il 9 dicembre 1976 la prefettura apostolica è stata elevata a diocesi con la bolla Qui divino consilio di papa Paolo VI.

## Cronotassi dei vescovi
Si omettono i periodi di sede vacante non superiori ai 2 anni o non storicamente accertati.
- Joannes de Reeper, M.H.M. † (15 gennaio 1960 - 16 gennaio 1964 nominato vescovo di Kisumu)
- Colin Cameron Davies, M.H.M. † (9 luglio 1964 - 23 novembre 2002 ritirato)
- Cornelius Schilder, M.H.M. (23 novembre 2002 - 1º agosto 2009 dimesso)
  - Sede vacante (2009-2012)
- John Oballa Owaa, dal 7 gennaio 2012

## Statistiche
La diocesi nel 2023 su una popolazione di 2.050.000 persone contava 240.850 battezzati, corrispondenti all'11,7% del totale.
| anno | popolazione | popolazione | popolazione | presbiteri | presbiteri | presbiteri | presbiteri                | diaconi | religiosi | religiosi | parrocchie |
| anno | battezzati  | totale      | %           | numero     | secolari   | regolari   | battezzati per presbitero | diaconi | uomini    | donne     | parrocchie |
| ---- | ----------- | ----------- | ----------- | ---------- | ---------- | ---------- | ------------------------- | ------- | --------- | --------- | ---------- |
| 1970 | 8.000       | 200.000     | 4,0         | 10         |            | 10         | 800                       |         | 14        | 24        | 7          |
| 1980 | 29.078      | 305.000     | 9,5         | 26         | 8          | 18         | 1.118                     |         | 22        | 50        | 12         |
| 1990 | 61.597      | 454.000     | 13,6        | 50         | 13         | 37         | 1.231                     |         | 46        | 120       | 16         |
| 1999 | 82.651      | 600.000     | 13,8        | 45         | 15         | 30         | 1.836                     |         | 31        | 105       | 23         |
| 2000 | 89.120      | 700.000     | 12,7        | 63         | 26         | 37         | 1.414                     |         | 54        | 110       | 26         |
| 2001 | 72.960      | 720.000     | 10,1        | 58         | 25         | 33         | 1.257                     |         | 50        | 72        | 27         |
| 2002 | 66.170      | 759.000     | 8,7         | 60         | 34         | 26         | 1.102                     |         | 42        | 77        | 27         |
| 2003 | 74.634      | 800.000     | 9,3         | 58         | 29         | 29         | 1.286                     |         | 43        | 77        | 28         |
| 2004 | 74.634      | 942.395     | 7,9         | 57         | 30         | 27         | 1.309                     |         | 41        | 81        | 28         |
| 2013 | 100.000     | 1.090.000   | 9,2         | 71         | 43         | 28         | 1.408                     |         | 61        | 146       | 29         |
| 2016 | 200.000     | 1.704.000   | 11,7        | 83         | 47         | 36         | 2.409                     |         | 120       | 93        | 33         |
| 2019 | 217.500     | 1.847.240   | 11,8        | 89         | 53         | 36         | 2.443                     |         | 126       | 108       | 35         |
| 2021 | 228.800     | 1.945.730   | 11,8        | 125        | 55         | 70         | 1.830                     |         | 142       | 251       | 37         |
| 2023 | 240.850     | 2.050.000   | 11,7        | 131        | 58         | 73         | 1.838                     |         | 142       | 227       | 40         |